# 70e British Academy Film Awards
De 70e British Academy Film Awards werden uitgereikt op 12 februari 2017 voor de films uit 2016. De uitreiking vond plaats in de Royal Albert Hall in Londen met Stephen Fry als gastheer. Op 10 januari werden de nominaties bekendgemaakt door acteur Dominic Cooper en actrice Sophie Turner.

## Winnaars en genomineerden

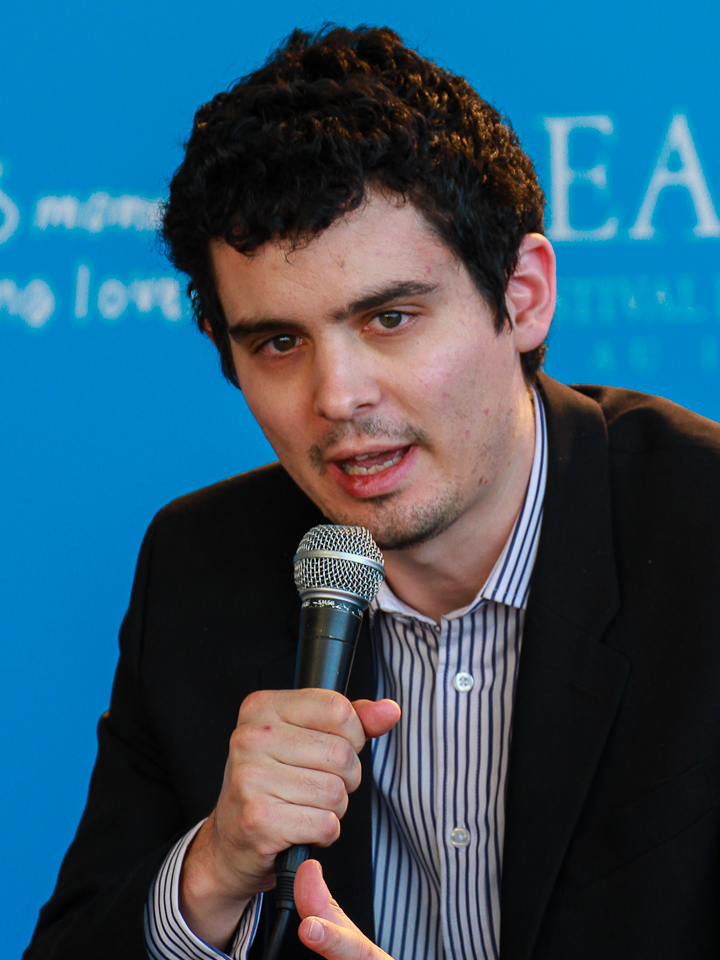
Damien Chazelle, beste regisseur

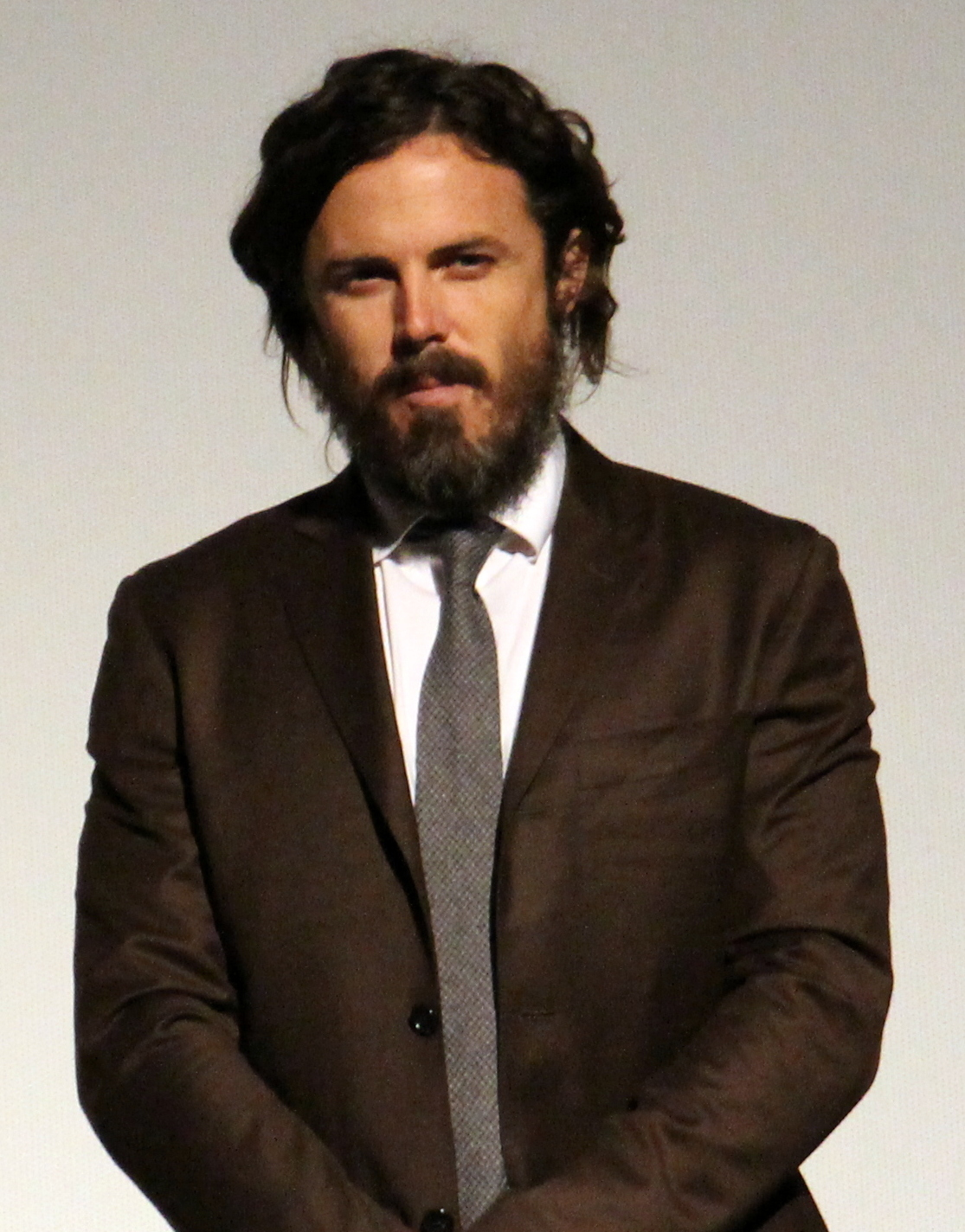
Casey Affleck, beste mannelijke hoofdrol

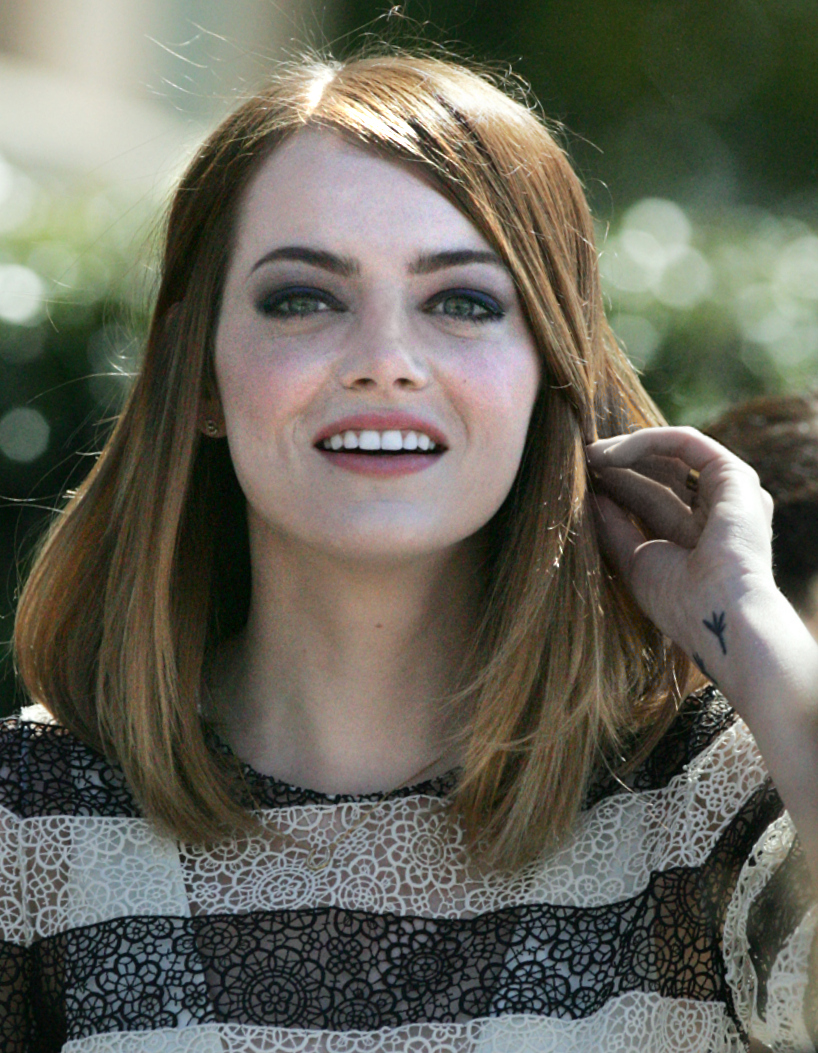
Emma Stone, beste vrouwelijke hoofdrol

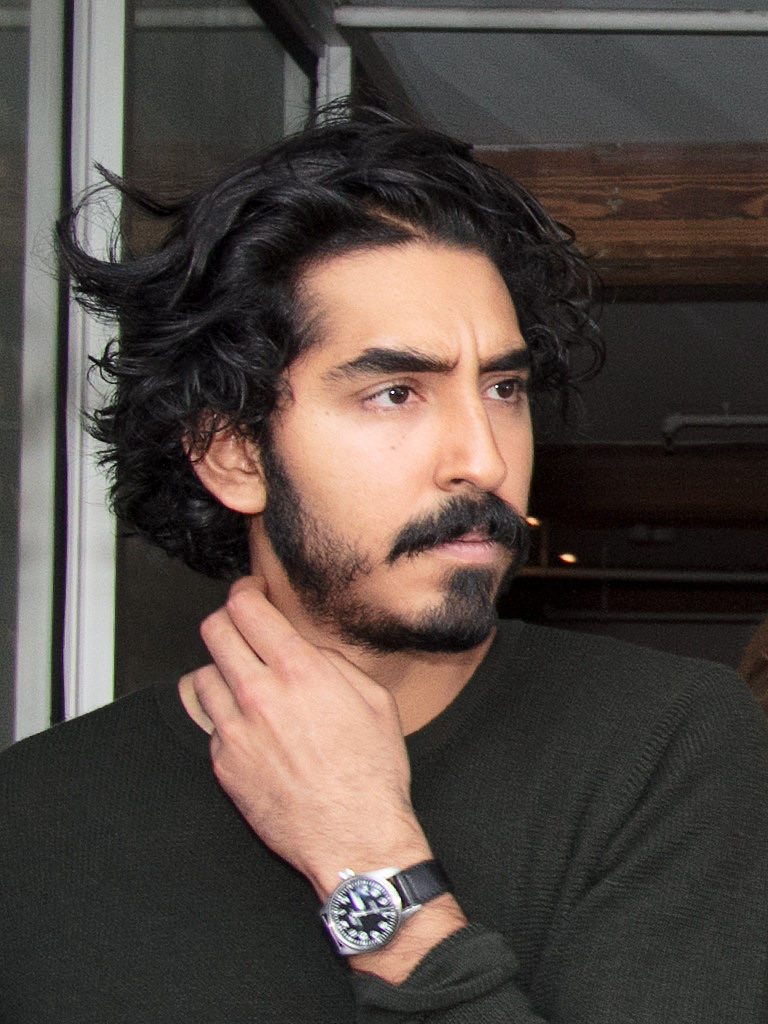
Dev Patel, beste mannelijke bijrol

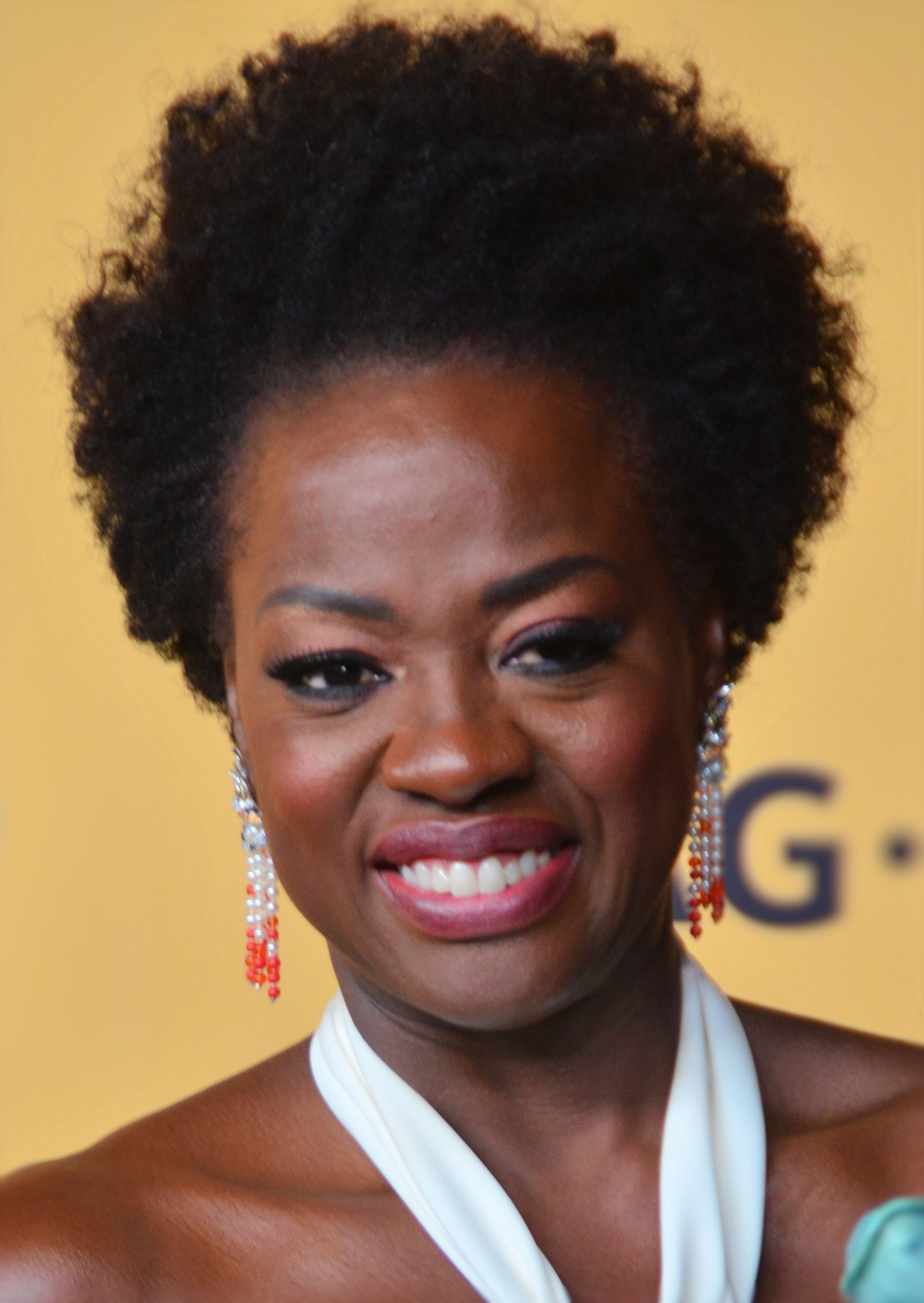
Viola Davis, beste vrouwelijke bijrol

De winnaars staan bovenaan in vet lettertype.

### Beste film
- La La Land
  - Arrival
  - I, Daniel Blake
  - Manchester by the Sea
  - Moonlight

### Beste regisseur
- La La Land – Damien Chazelle
  - Arrival – Denis Villeneuve
  - I, Daniel Blake – Ken Loach
  - Manchester by the Sea – Kenneth Lonergan
  - Nocturnal Animals – Tom Ford

### Beste originele scenario
- Manchester by the Sea – Kenneth Lonergan
  - Hell or High Water – Taylor Sheridan
  - I, Daniel Blake – Paul Laverty
  - La La Land – Damien Chazelle
  - Moonlight – Barry Jenkins

### Beste bewerkte scenario
- Lion – Luke Davies
  - Arrival – Eric Heisserer
  - Hacksaw Ridge – Andrew Knight en Robert Schenkkan
  - Hidden Figures – Theodore Melfi en Allison Schroeder
  - Nocturnal Animals – Tom Ford

### Beste vrouwelijke hoofdrol
- Emma Stone – La La Land
  - Amy Adams – Arrival
  - Emily Blunt – The Girl on the Train
  - Natalie Portman – Jackie
  - Meryl Streep – Florence Foster Jenkins

### Beste mannelijke hoofdrol
- Casey Affleck – Manchester by the Sea
  - Andrew Garfield – Hacksaw Ridge
  - Ryan Gosling – La La Land
  - Jake Gyllenhaal – Nocturnal Animals
  - Viggo Mortensen – Captain Fantastic

### Beste vrouwelijke bijrol
- Viola Davis – Fences
  - Naomie Harris – Moonlight
  - Nicole Kidman – Lion
  - Hayley Squires – I, Daniel Blake
  - Michelle Williams – Manchester by the Sea

### Beste mannelijke bijrol
- Dev Patel – Lion
  - Mahershala Ali – Moonlight
  - Jeff Bridges – Hell or High Water
  - Hugh Grant – Florence Foster Jenkins
  - Aaron Taylor-Johnson – Nocturnal Animals

### Uitzonderlijke Britse film
- I, Daniel Blake
  - American Honey
  - Denial
  - Fantastic Beasts and Where to Find Them
  - Notes on Blindness
  - Under the Shadow

### Uitzonderlijk debuut van een Britse schrijver, regisseur of producent
- Under the Shadow – Babak Anvari (schrijver/regisseur), Emily Leo, Oliver Roskill en Lucan Toh (producenten)
  - The Girl with All the Gifts – Mike Carey (schrijver), Camille Gatin (producent)
  - The Hard Stop – George Amponsah (schrijver/regisseur/producent), Dionne Walker (schrijver/producent)
  - Notes on Blindness – Peter Middleton en James Spinney (schrijvers/regisseurs/producenten) en Jo-Jo Ellison (producent)
  - The Pass – John Donnelly (schrijver), Ben A. Williams (regisseur)

### Beste niet-Engelstalige film
- Son of Saul
  - Dheepan
  - Julieta
  - Mustang
  - Toni Erdmann

### Beste documentaire
- 13th
  - The Beatles: Eight Days a Week
  - The Eagle Huntress
  - Notes on Blindness
  - Weiner

### Beste animatiefilm
- Kubo and the Two Strings
  - Finding Dory
  - Moana
  - Zootopia

### Beste originele muziek
- La La Land – Justin Hurwitz
  - Arrival – Jóhann Jóhannsson
  - Jackie – Mica Levi
  - Lion – Dustin O'Halloran en Hauschka
  - Nocturnal Animals – Abel Korzeniowski

### Beste cinematografie
- La La Land – Linus Sandgren
  - Arrival – Bradford Young
  - Hell or High Water – Giles Nuttgens
  - Lion – Greig Fraser
  - Nocturnal Animals – Seamus McGarvey

### Beste montage
- Hacksaw Ridge – John Gilbert
  - Arrival – Joe Walker
  - La La Land – Tom Cross
  - Manchester by the Sea – Jennifer Lame
  - Nocturnal Animals – Joan Sobel

### Beste productieontwerp
- Fantastic Beasts and Where to Find Them – Stuart Craig en Anna Pinnock
  - Doctor Strange – Charles Wood en John Bush
  - Hail, Caesar! – Jess Gonchor en Nancy Haigh
  - La La Land – David Wasco en Sandy Reynolds-Wasco
  - Nocturnal Animals – Shane Valentino en Meg Everist

### Beste kostuumontwerp
- Jackie – Madeline Fontaine
  - Allied – Joanna Johnston
  - Fantastic Beasts and Where to Find Them – Colleen Atwood
  - Florence Foster Jenkins – Consolata Boyle
  - La La Land – Mary Zophres

### Beste grime en haarstijl
- Florence Foster Jenkins – J. Roy Helland en Daniel Phillips
  - Doctor Strange – Jeremy Woodhead
  - Hacksaw Ridge – Shane Thomas
  - Nocturnal Animals – Donald Mowat en Yolanda Toussieng
  - Rogue One: A Star Wars Story – Amanda Knight, Neal Scanlan en Lisa Tomblin

### Beste geluid
- Arrival – Sylvain Bellemare, Claude La Haye en Bernard Gariépy Strobl
  - Deepwater Horizon – Dror Mohar, Mike Prestwood Smith, Wylie Stateman, Renee Tondelli en David Wyman
  - Fantastic Beasts and Where to Find Them – Niv Adiri, Glenn Freemantle, Simon Hayes, Andy Nelson en Ian Tapp
  - Hacksaw Ridge – Peter Grace, Robert Mackenzie, Kevin O'Connell en Andy Wright
  - La La Land – Mildred Iatrou Morgan, Ai-Ling Lee, Steve A. Morrow en Andy Nelson

### Beste visuele effecten
- The Jungle Book – Robert Legato, Dan Lemmon, Andrew R. Jones en Adam Valdez
  - Arrival – Louis Morin
  - Doctor Strange – Richard Bluff, Stephane Ceretti, Paul Corbould en Jonathan Fawkner
  - Fantastic Beasts and Where to Find Them – Tim Burke, Pablo Grillo, Christian Manz en David Watkins
  - Rogue One: A Star Wars Story – Neil Corbould, Hal Hickel, Mohen Leo, John Knoll en Nigel Sumner

### Beste Britse korte animatie
- A Love Story
  - The Alan Dimension
  - Tough

### Beste Britse korte film
- Home
  - Consumed
  - Mouth of Hell
  - The Party
  - Standby

## Films met meerdere nominaties
De volgende films ontvingen meerdere nominaties:
| Nominaties | Film                                    | Awards |
| ---------- | --------------------------------------- | ------ |
| 11         | La La Land                              | 5      |
| 9          | Arrival                                 | 1      |
| 9          | Nocturnal Animals                       |        |
| 6          | Manchester by the Sea                   | 2      |
| 5          | Fantastic Beasts and Where to Find Them | 1      |
| 5          | Hacksaw Ridge                           | 1      |
| 5          | I, Daniel Blake                         | 1      |
| 5          | Lion                                    | 2      |
| 4          | Florence Foster Jenkins                 | 1      |
| 4          | Moonlight                               |        |
| 3          | Doctor Strange                          |        |
| 3          | Hell or High Water                      |        |
| 3          | Jackie                                  | 1      |
| 3          | Notes on Blindness                      |        |
| 2          | Rogue One: A Star Wars Story            |        |
| 2          | Under the Shadow                        | 1      |

## BAFTA Fellowship
- Mel Brooks[4]

## Rising Star Award
- Tom Holland
  - Laia Costa
  - Lucas Hedges
  - Ruth Negga
  - Anya Taylor-Joy

## Uitzonderlijke Britse bijdrage aan de cinema
- Curzon[5]